# Jesus Freaks
Jesus Freak Deutschland e. V. (kurz Jesus Freaks) ist ein Verein in Deutschland, der sich als außerkirchliche christliche Glaubensbewegung sieht und Elemente der Jugendkultur gebraucht. Die Idee, einen Ort zu haben, wo „Freaks, Punks, Hippies und Szeneleute sich wohl fühlen“, geht zurück auf die Jesus-People-Bewegung aus den 1960er- und 1970er- sowie die Missionsbewegung Steiger aus den 1980er-Jahren. Durch die unterschiedlichen Herkünfte und Prägungen ihrer Anhänger, die sich als „Jesus Freaks“ bezeichnen, lässt sich die Glaubensbewegung nicht eindeutig einer der vielen christlichen Strömungen zuordnen. Als eine Art Werte- und Glaubensbekenntnis gilt die 2008 verabschiedete Charta. Das darin befindliche Glaubensbekenntnis orientiert sich am Apostolischen Glaubensbekenntnis.

## Geschichte und Struktur

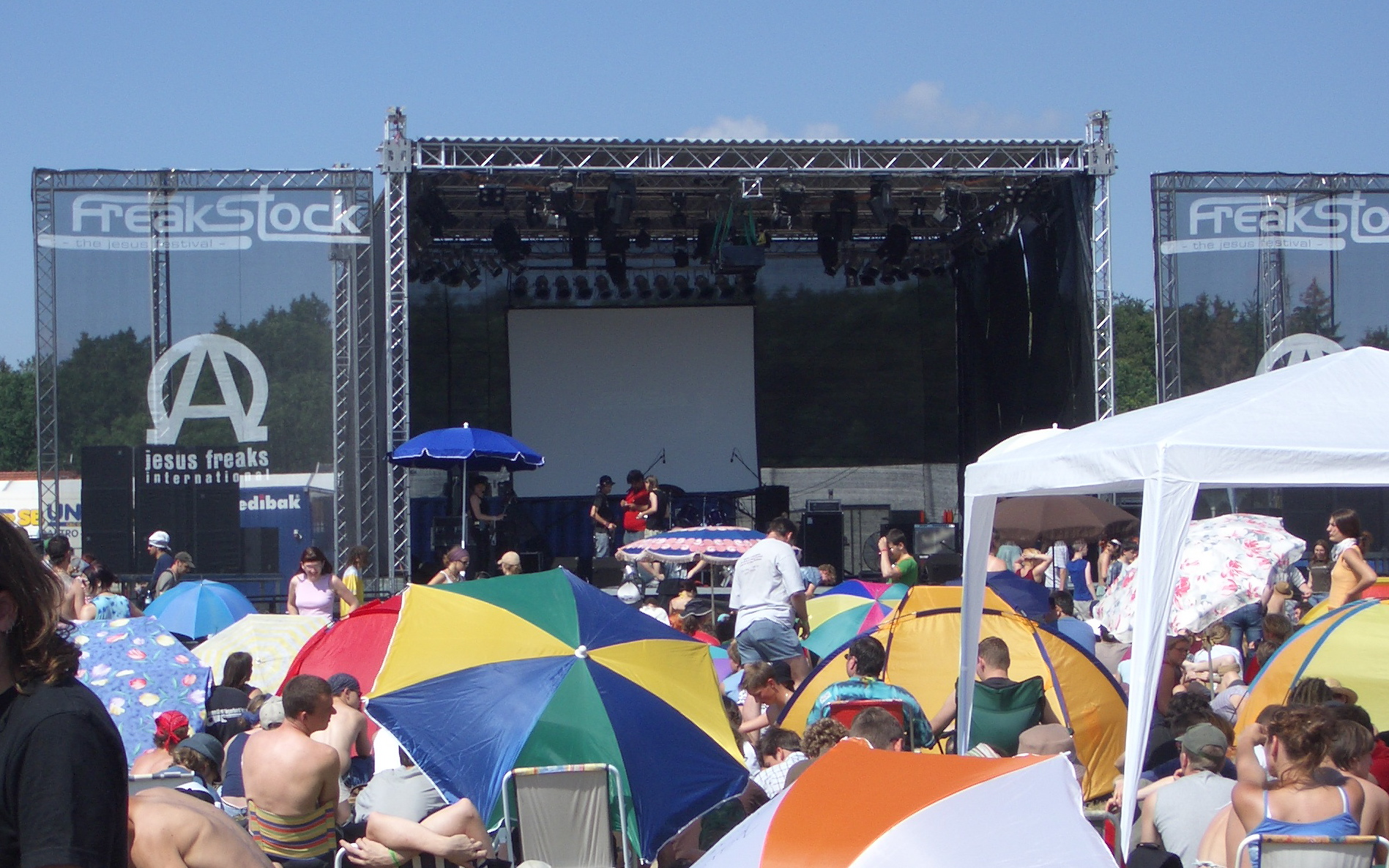
Lobpreis beim Hauptseminar auf der Mainstage des Freakstock 2004

Gegründet wurden die Jesus Freaks am 20. September 1991 in Hamburg von Martin Dreyer. Er wollte damit ein spirituelles Zuhause für junge Menschen schaffen, die nicht in andere Kirchen gehen würden. Dreyer absolvierte Anfang der 1990er Jahre eine freikirchliche Pastorenausbildung in der Theologischen Ausbildungsstätte der Anskar-Kirche und wurde dort 1995 zum Pastor ordiniert. Dachverband der Jesus Freaks ist der deutsche Verein Jesus Freaks Deutschland e. V. (JFD). JFD ist seit 1994 ein gemeinnütziger Verein und hat seinen Sitz in Halle/Saale. Bis 2012 lief der Verein unter dem Namen Jesus Freaks International e. V.
Etwa 1000 Mitglieder gehören der Bewegung an. Sie treffen sich in gut 30 Gemeinden und Gruppen in Deutschland, besuchen aber auch andere Gemeinden. Dazu kommen Gruppen in den Niederlanden, in der Schweiz, in Österreich, Tschechien und Dänemark.
Die Bewegungsleitung geht vom so genannten „Leitungskreis“ aus. Dieser setzt sich zusammen aus dem „Diakonkreis“ (Vereinsvorstand, Büro und Ü-Team), der organisatorische und rechtliche Aufgaben wahrnimmt, sowie den Vertretern der verschiedenen Regionen und Bereiche und gewählten Einzelpersonen.
Symbol ist ein in ein Omega gestelltes Alpha. Alpha und Omega sind der erste und der letzte Buchstabe des griechischen Alphabets und symbolisieren Jesus entsprechend (Offb 22,13 ): „Ich bin das Alpha und das Omega, der Erste und der Letzte, der Anfang und das Ende.“
Der Verein organisiert seit 1995 einmal jährlich das Freakstock-Festival. Weitere Arbeitsbereiche sind u. a. das „Willo“, ein Treffen für Jesus Freaks, die Seelsorge-Arbeit, bis 2020 ein Magazin namens „Korrekte Bande“ (bis Mai 2017 „Der kranke Bote“), die Drogenarbeit und das „Educamp“, die Ausbildungsarbeit der Jesus Freaks.
Verstand sie sich früher vor allem als eine Bewegung von neu zum Christentum bekehrten Menschen und von jungen, progressiven Christen, die sich in den Strukturen der Landes- und Freikirchen nicht wohlfühlten, ist das Spektrum heute breiter geworden. Auch die Haltung zu anderen christlichen Gruppierungen hat sich geändert. So arbeiten an einigen Orten Jesus Freaks in der Evangelischen Allianz mit. In Chemnitz bildeten die örtlichen Jesus Freaks und das Heilsarmeekorps von 2000 bis 2016 eine gemeinsame Gemeinde.

## Charakteristik und Positionen
Jesus Freaks wurden von unterschiedlichen christlichen Strömungen geprägt, daher ist keine eindeutige Zuordnung möglich. Da sich die Jesus-Freaks-Gemeinden selbst organisieren, variieren sie stark in Form, Größe und Ausrichtung.
Gemäß ihrer Selbstdarstellung sind sie der Überzeugung, dass „ein kompromissloses Leben mit Jesus das coolste, heftigste, intensivste und spannendeste überhaupt ist.“ Sie stellen dabei einen „Aufbau einer persönlichen Beziehung zu Gott“ in den Vordergrund. Mission sei, „Menschen für Jesus zu gewinnen“, die ihrer Meinung nach außerhalb einer gesellschaftlichen Wertegemeinschaft stehen.
Charakteristisch für diese Gruppierung ist die starke Anlehnung an bestehende Jugendkulturen und Szenen. Dies äußert sich etwa in betont jugendlich anmutendem Sprachgebrauch. So wurden beispielsweise Gottesdienste u. a. als Jesus-Abhäng-Abende bezeichnet. Die Bewegung pflegt lockere Umgangsformen und lehnt traditionelle, gesetzeshafte Gottesdienstregeln und Kleidungsstile ab. Ihr Lebensstil findet insbesondere Ausdruck in der Musik, wo populäre Stile wie etwa Rock, Punk, Electro und Singer-Songwriter adaptiert und mit christlichen Inhalten versehen werden (siehe Christliche Popmusik). Beispielsweise werden Abendmahlsliturgien gerappt oder Lobpreislieder im Stil von Thrash Metal gesungen.
Die Sexualmoral gilt als konservativ, wird aber an keiner Stelle vorgeschrieben. Als offizielles Statement gilt die 2008 beschlossene Charta von Jesus Freaks Deutschland. Darin heißt es: „Wir wollen für die Würde und Gleichberechtigung aller Menschen gleichermaßen eintreten – unabhängig von Bildung, Geschlecht, Religion, (ethnischer) Herkunft, ((sub-)kultureller) Prägung und finanziellen Möglichkeiten u.v.m. – kurz: über alle menschlichen Grenzen hinweg.“ In der Bewegungszeitschrift „Der Kranke Bote“ vom Februar 2009 setzte sich unter dem Titel „Im Zweifel für die Liebe — Warum Christen beim Thema Homosexualität umkehren müssen“ der Autor für eine ausgeglichenere Sichtweise über Homosexualität und Anerkennung der Liebe bei dauerhaften gleichgeschlechtlichen Partnerschaften ein. Dies führte zu einer großen Diskussion innerhalb der Gemeinschaft, einem runden Tisch beim Willo-Freak-Treffen im Mai 2009 und einer übersetzten Version des Artikels in der englischen Schwesternzeitschrift „The Sick Messenger“ im Juni 2009. Inzwischen hat sich das Verhältnis zur Homosexualität geändert: Homosexuelle predigen, lehren, gestalten den Lobpreis usw. innerhalb der Jesus-Freaks-Bewegung.

## Verwandte Gruppen
Seit Ende 2006 besteht ein deutscher Zweig des in England gegründeten SPEAK-Netzwerkes. Die Gruppe versucht, die Kultur und einige der traditionellen Inhalte linker Protestbewegungen mit einem evangelikal-religiösen Hintergrund zu verbinden. Ein Schwerpunkt ist die Migrationspolitik. Die meisten Gründungsmitglieder sind Menschen, die den Jesus Freaks angehören oder ihnen nahestehen. Außerdem bestehen Verbindungen zu ähnlichen christlichen Gemeinden bzw. Bewegungen in England und Norwegen.

## Reaktion der Kirchen
Offiziell gibt es wenige Reaktionen der Volkskirchen. Früher wurde die Bewegung als „schwärmerische Jugendbewegung“ bezeichnet und wohlwollend ignoriert. Heute wird sie oftmals als Ergänzung und besonders im Hinblick auf die Jugendarbeit der Kirchen als wertvoller Impulsgeber geschätzt.
Brigitte Hahn, Referentin für Sekten- und Weltanschauungsfragen beim Bischöflichen Generalvikariat des Bistums Münster äußert anlässlich des Weltjugendtages 2005 „Die Jesus Freaks sind keine Sekte. Darin sind sich alle einig.“ Dennoch sehen einige Beobachter seitens der katholischen Kirche einige Aspekte der Freaks-Einstellungen kritisch. „Sie scheinen ein moderner Haufen zu sein, und dabei haben sie konservative Werte.“ Außerdem tendierten sie dazu, sich von Nichtglaubenden abzugrenzen, indem sie sich selbst als Freunde Jesu bezeichneten. 2011 fügte die Evangelische Zentralstelle für Weltanschauungsfragen dem hinzu „[…] der Fundamentalismusverdacht dürfte sich durch die neue Entwicklung relativiert haben“.
Jörn Möller, Beauftragter für Weltanschauungsfragen der Nordelbischen Evangelischen Landeskirche, sagte: „Die Jesus Freaks sind eine Teilkirche.“ Er sieht es trotz ihrer „Nähe zu konservativ-christlichen Kreisen“ als unwahrscheinlich an, dass „die Gruppe irgendwann einmal eine Sekte wird“. Dagegen kritisiert er, dass auch die Jesus Freaks Personen taufen, die bereits als Kind getauft worden sind: „Das Sakrament ist ein Geschenk Gottes und kann nicht beliebig wiederholt werden.“